# Garra poilanei
Garra poilanei är en fiskart som beskrevs av Petit och Tchang, 1933. Garra poilanei ingår i släktet Garra och familjen karpfiskar. IUCN kategoriserar arten globalt som otillräckligt studerad. Inga underarter finns listade i Catalogue of Life.